# Cavadürli

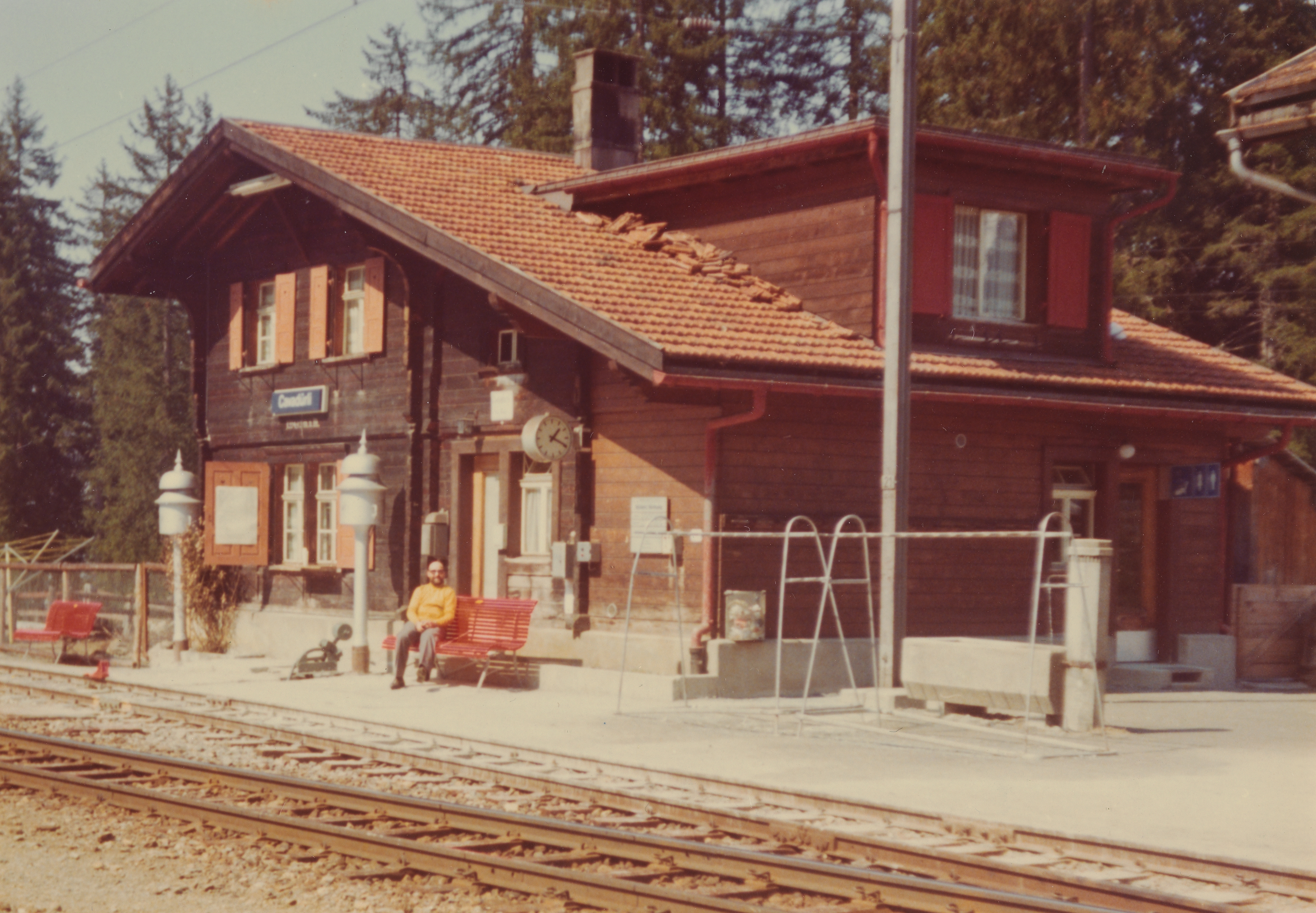
Cavadürli RhB Stationsgebaeude (1976)

Cavadürli ist ein Weiler in der Gemeinde Klosters im Schweizer Kanton Graubünden.

## Geografische Lage
Der Weiler Cavadürli liegt auf 1352 m ü. M. zwischen Serneus und Klosters am südlichen Talhang des Prättigaus. Er hat eine eigene Bahnstation der Rhätischen Bahn, ist aber auch von Klosters zu Fuss erreichbar.
Im Winter führt eine Skipiste des Skigebiets Parsenn nahe an Cavadürli vorbei. Im Sommer ist Cavadürli beliebter Ausgangspunkt für Wanderungen.